# Sehensand
Sehensand ist ein altes Kirchdorf und gehörte zur Gemeinde Feldkirchen im Regierungsbezirk Oberbayern. Bei der Gebietsreform wurde Sehensand am 1. Januar 1978 ein Stadtteil der Großen Kreisstadt Neuburg an der Donau und ist von der Kernstadt etwa drei Kilometer entfernt. Sehensand gehört zur Gemarkung Feldkirchen.

## Geschichte

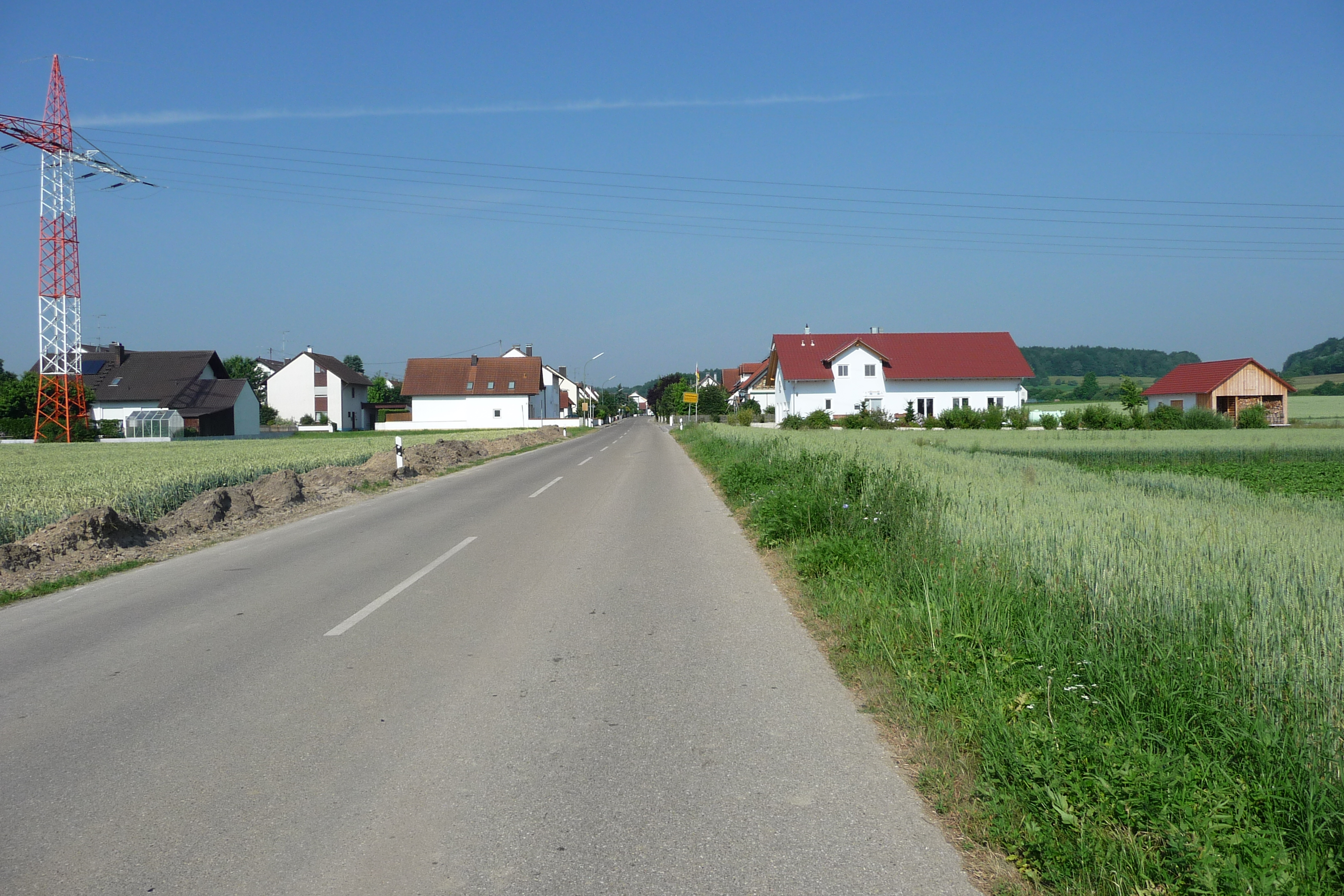
Das Ortsbild von Sehensand

Die schriftlichen Spuren von Sehensand führen auf das Pappenheimer Urbar zurück. Dort wird das Dorf erstmals 1214 erwähnt. Auf drei Seiten ist der Ort vom Wald umgeben. Dieser Waldgürtel war einst ein herrschaftlicher Forst und ist heute noch Staatswald.
Schon um 1500 zählte Sehensand 14 Anwesen und ist nur langsam angewachsen. Zu dieser Zeit hatte die Gemeinde schon einen eigenen Viehhirten, der die Tiere auf die Weide trieb.
Obwohl der Ort nicht groß war, war er eine eigene „Gemein“ und hatte um 1600 als Vertretung zwei Vierer, um 1800 war es sogar der Schultheiß mit zwei weiteren Personen. Als durch das zweite Gemeindeedikt die Gemeinden gebildet wurden, kam Sehensand zu Feldkirchen und blieb dort bis 1978. Eine eigene Schule gab es noch nie in dem Ort, nach 1591 mussten die Schulkinder nach Wagenhofen gehen. Dies entspricht einem Fußweg von rund drei Kilometern und erforderte eine Marschroute von mehr als einer halben Stunde einfach.
Im Jahre 1905 weist die Statistik 21 Anwesen mit 90 Katholiken aus. Am Ende des Zweiten Weltkrieges waren es wieder nur 19 Anwesen. Ein starkes Ansteigen brachte die Bereitstellung von Bauland für Ein- und Zweifamilienhäuser im Jahre 1950. Zugleich gab es einen Zuzug durch Heimatvertriebene und Flüchtlinge. Bis zum Jahr 1985 ist Sehensand auf 95 Gebäude angewachsen. Der Neuburger Stadtteil hatte zwar seinen dörflichen Charakter behalten, aber dennoch veränderte sich der Ort. Durch die Industrialisierung und die Stadtnähe gab und gibt es nun viele Pendler als Arbeitnehmer.

## Kirchengeschichte

### Die alte Kirche

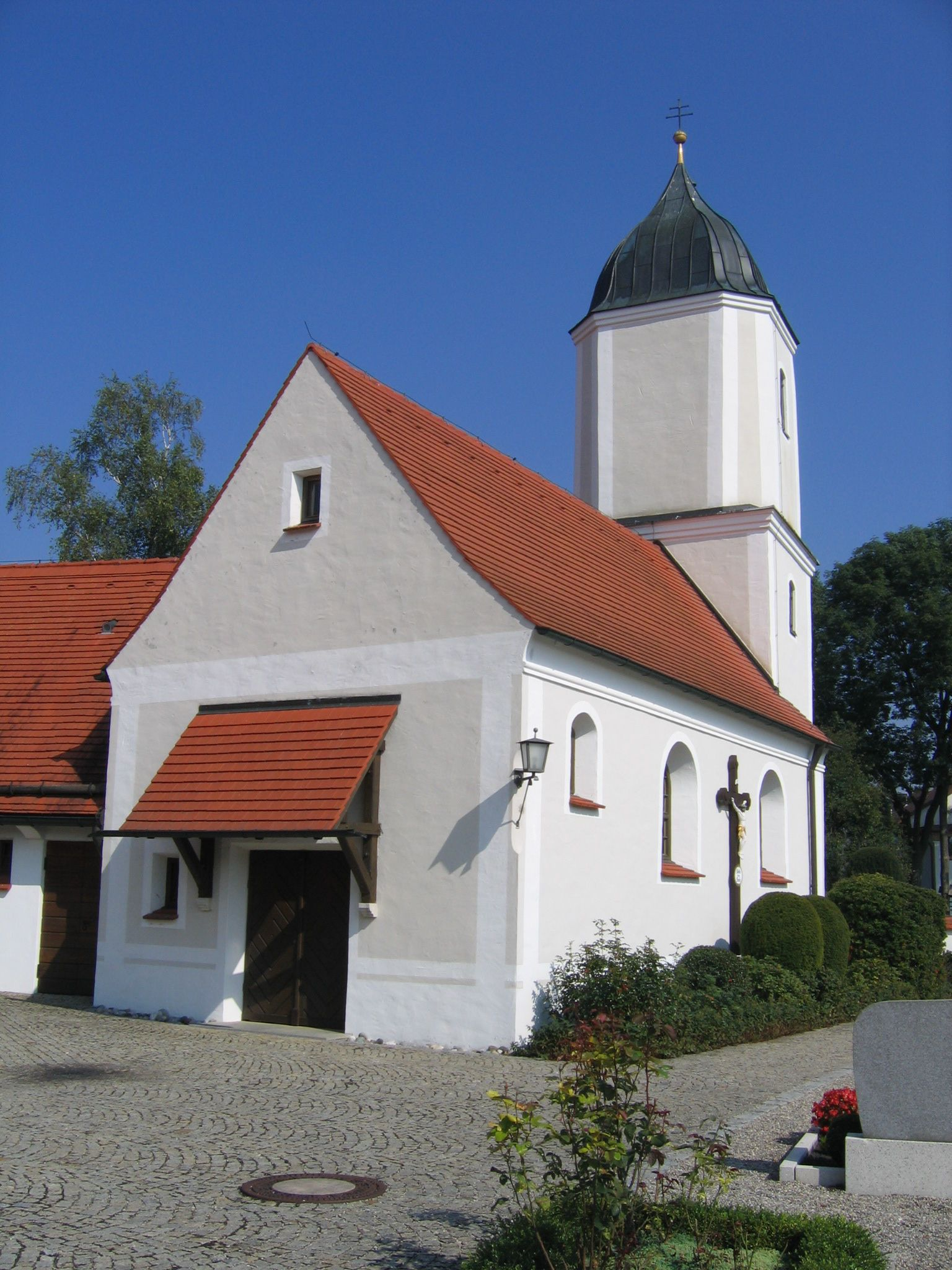
Die alte Kirche

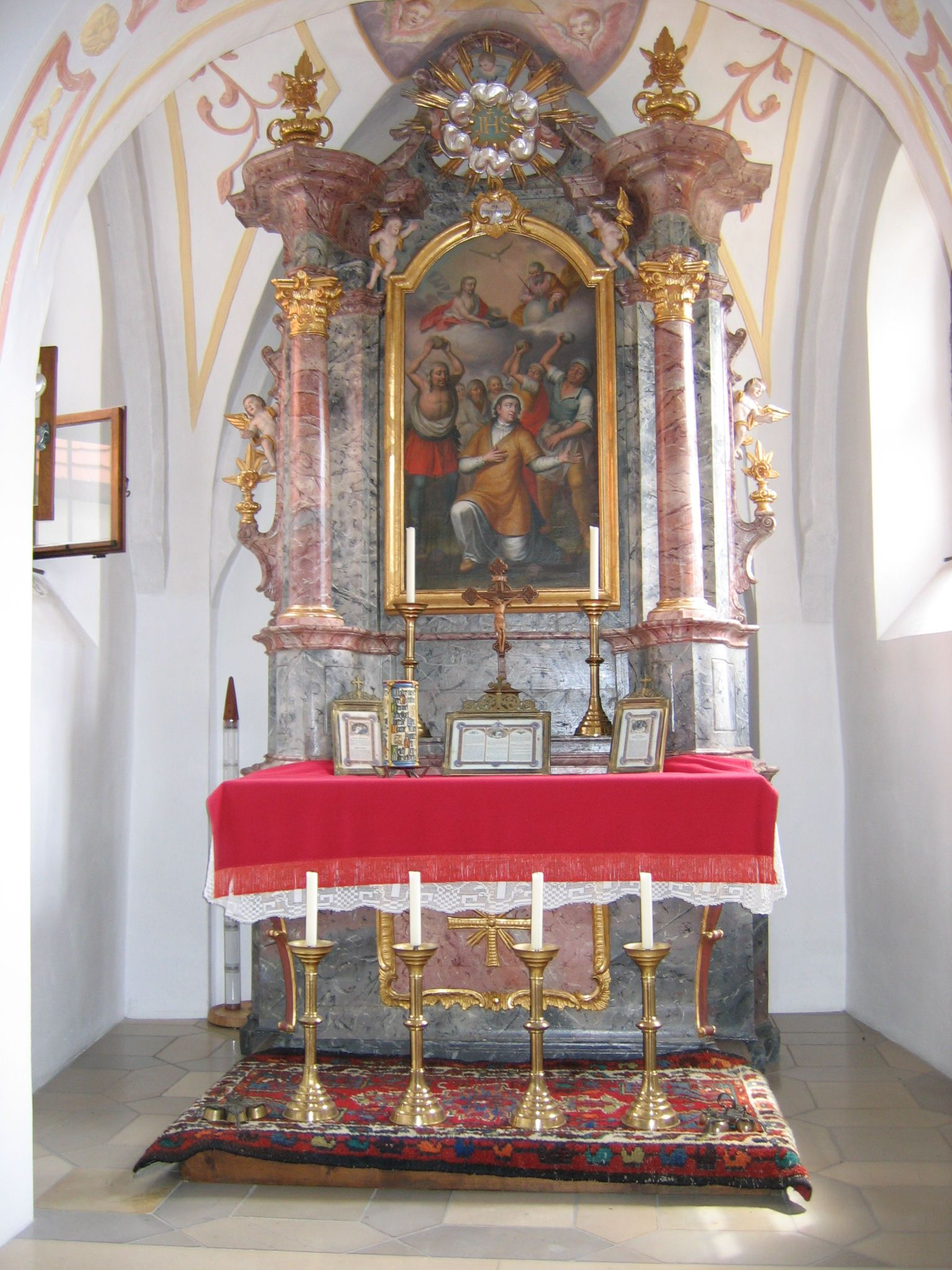
Der Hochaltar mit St. Stephanus

Eigentlich wollten die Sehensander beim Bau einer neuen Kirche die bisherige abbrechen, aber dies wurde nicht genehmigt, und so steht sie heute noch und ist in das ganze Kirchenbauwerk eingebunden. Das Kirchlein dient nun als Aufbahrungsraum.
Es handelt sich hier, wie des Öfteren in der Gegend, um eine Chorturmkirche, das heißt, im Untergeschoss ist der Altarraum integriert. Dieses Mauerwerk stammt noch aus dem 14. Jahrhundert. Der oktogonartige Turmaufsatz dürfte in der zweiten Hälfte des 17. Jahrhunderts gemauert worden sein.
Die Kirche ist allmählich zu klein geworden und so ist sie im ersten Viertel des 18. Jahrhunderts um 3,50 Meter verlängert worden. Zugleich bekam das Schiff eine neue stuckverzierte Decke.
Den Krieg bekam das Kirchlein im Jahre 1796 zu spüren. Die französischen Soldaten raubten und plünderten während der Koalitionskriege das Gotteshaus völlig aus. Für Neuanschaffungen der sakralen Gegenstände mussten 190 Gulden aufgewendet werden, was für diese Zeit eine enorme Summe bedeutete. 1947 erfolgte eine Innenrenovierung.
Am 13. November 1982 wurde mit einer erneuten Renovierung der Kirche begonnen, die bis zum 12. September 1983 dauerte. Dies waren die Vorarbeiten für den geplanten neuen Kirchenbau.
St. Stephanus ist der Kirchenpatron. Das Gotteshaus hat in seiner Größe nur einen Altar zugelassen. Das Altarbild stammt aus der 1. Hälfte des 18. Jahrhunderts. Das Ölgemälde zeigt den Kirchenpatron St. Stephanus wie er gesteinigt wird, darüber die Heiligste Dreifaltigkeit. Die Emporenbrüstung ziert Christus, umgeben von den zwölf Aposteln.

### Die Pfarrei

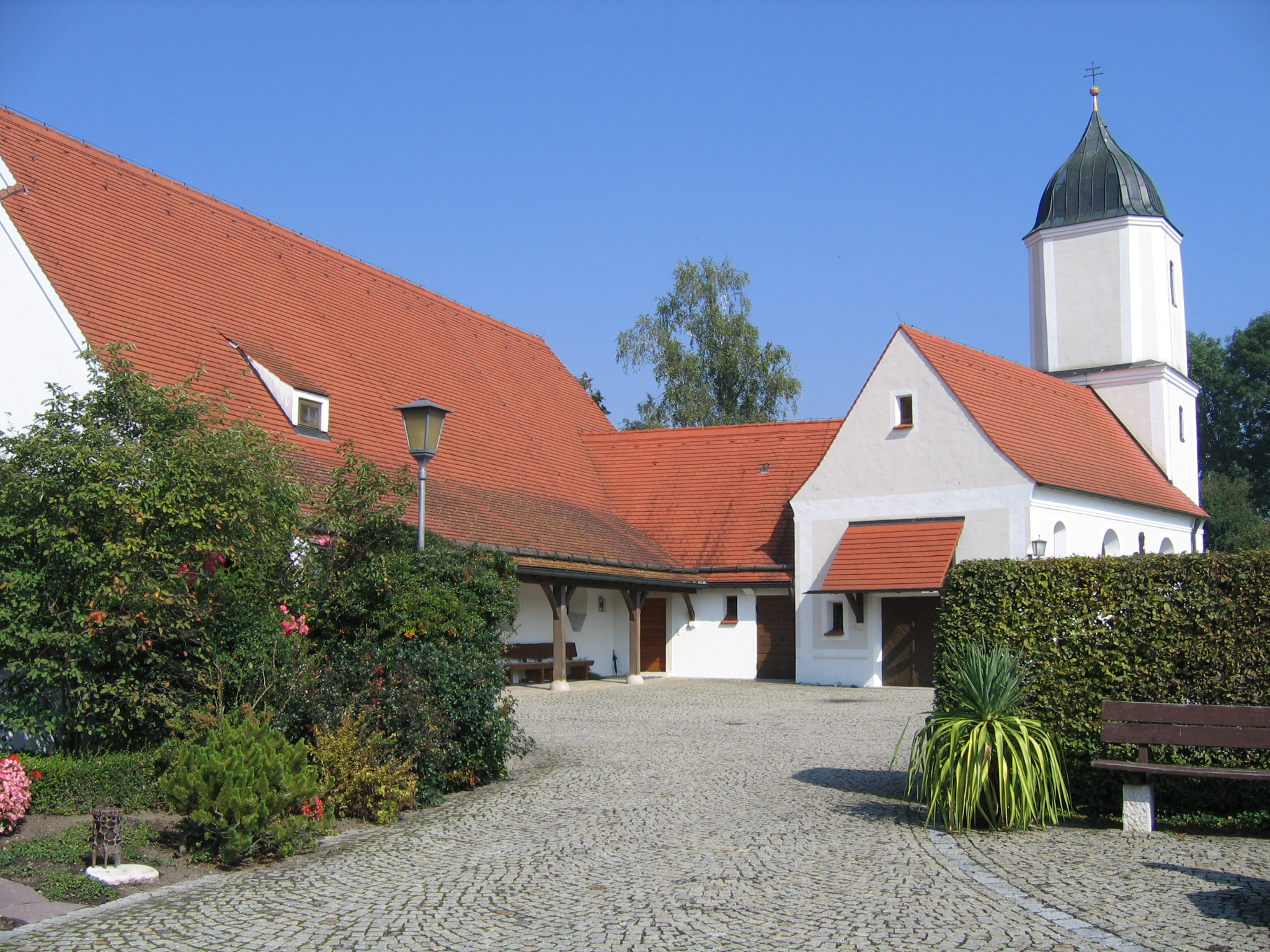
Alte und neue Kirche

Für den Ort Sehensand war das Neuburger Benediktinerinnenkloster „Unser Lieben Frau“ seit der Gründung im Jahre 1000 die religiöse Bezugsstätte. Erst im Jahre 1591 wurde eine eigene Pfarrei Sehensand gebildet. Dies war während der Reformationszeit, als Kurfürst Ottheinrich in seinem Herrschaftsgebiet den Untertanen den Protestantismus aufdiktierte. Zu dieser Zeit kam ein Helfer des Pfarrers abwechslungsweise an Sonn- und Feiertagen nach Sehensand und Wagenhofen um die Gottesdienste zu gestalten.
Als Pfalzgraf Wolfgang Wilhelm wieder zur katholischen Religion zurückkehrte, wurde auch Sehensand 1617 wieder rekatholisiert. Nach dem letzten Krieg wurde Sehensand als Filiale zur Pfarrei Wagenhofen geschlagen. Später kam sie zur Pfarrei St. Peter, Neuburg und gehört heute zur Pfarreiengemeinschaft St. Peter und Heilig Geist Neuburg.

### Der lange Weg zur neuen Kirche
Sehensand wuchs in den Nachkriegsjahren durch seine Stadtnähe. Das Stephanuskirchlein war infolgedessen viel zu klein. Ein Kirchenneubau wurde angestrebt, doch es war ein langer und steiniger Weg, der von der Planung bis zur Vollendung ganze 15 Jahre beanspruchte. Heute steht der neue Kirchenbau in Verbindung mit dem alten Kirchlein und umgeben von einem schmucken Friedhof.
1970 wurden die ersten Planungen mit dem Bayerischen Landesamt für Denkmalpflege sowie dem Diözesanbauamt erörtert. 1971 wurde der Münchener Architekt Ludwig Spänle beauftragt, einen Plan zu entwerfen. 1973 wurde der Plan beim Landratsamt Neuburg-Schrobenhausen eingereicht. Doch das Bayerische Landesamt für Denkmalpflege lehnte den Abbruch der Kirche ab.
Diözesanbischof Josef Stimpfle visitierte am 23. September 1979 die Pfarrei Sehensand und machte sich ein Bild zum Kirchenneubau. 1981 legte Architekt Spänle einen neuen Vorentwurf vor. Am 27. Oktober 1982 erteilte die Stadt Neuburg die Baugenehmigung. Am 11. April 1984 wurde der Grundstein gelegt. Am 14. Juli 1985 weihte Bischof Stimpfle die Kirche. Die Baukosten beliefen sich auf 2,5 Millionen DM, davon wurden von der Bischöflichen Finanzkammer knapp 2 Millionen übernommen.

### Das Kircheninnere

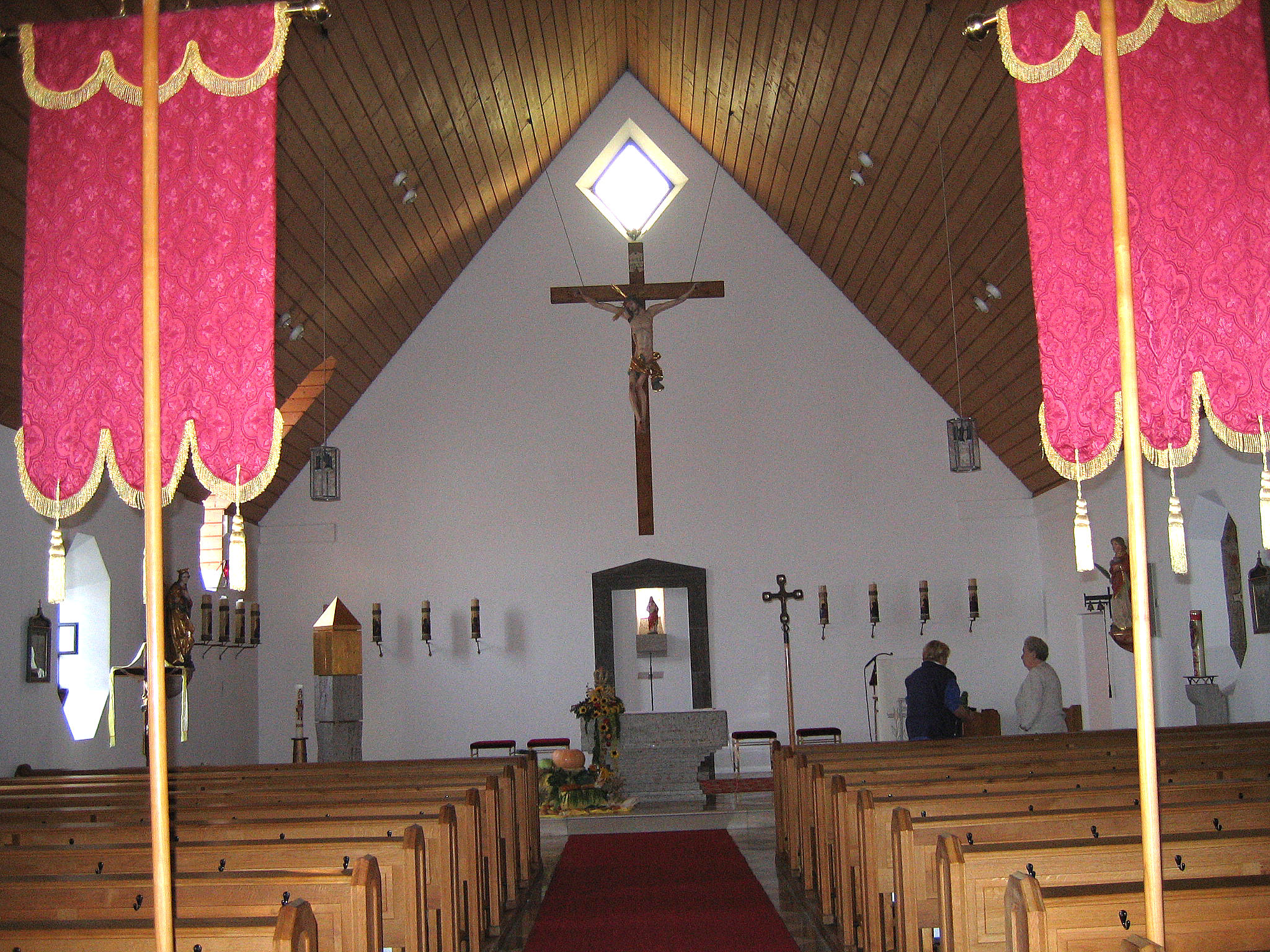
Die neue Kirche von Sehensand

Sakrale Gegenstände gehören zur Innenausstattung einer jeden katholischen Kirche. Am 25. März wurden das Sakramentshaus und am 28. März der Taufstein aufgestellt. Er war ein Werk des Bildhauers Egon Stöckle aus Hohenfurch. In der Wandnische befindet sich eine Seidenbatik mit Taufsymbolen von Irene Schleer aus Neuburg/Donau. Die neue Muttergottesstatue ist ein Werk des Bildhauers Robert Fischer. Daneben sind vier Apostelkerzen.
Die Weihe der Kirche St. Stephanus beinhaltete auch die Altarweihe. Dort wurden die Reliquien des Märtyrers Bartholomäus Chong Mun-ho und des Heiligen Johannes Maria Vianney, also des heiligen „Pfarrer von Ars“ eingesenkt.
Ein Vierteljahrhundert später feierte Sehensand in einem Doppeljubiläum mit dem Schützenverein „Enzian“ bei einem Festgottesdienst das 25-jährige Kirchenjubiläum mit Monsignore Vitus Wengert aus Neuburg.

### Die Glocken
Der Sehensander Kirchturm beherbergt drei Glocken, die in den Jahren 1663, 1664 und 1695 in Neuburg gegossen wurden. Auch sie erfuhren ihre Leidensgeschichte durch den Krieg. Die Glocke von 1663 landete im Zweiten Weltkrieg auf dem Hamburger Glockenfriedhof und wurde dort demoliert. Lange Zeit mussten sich die Sehensander mit den Glocken aus den Jahren 1664 und 1695 begnügen. 1983 konnte das Geläute wieder auf die Zahl drei ergänzt werden. Die Baufirma Paul Pettmesser stiftete das bronzene Metall, die St. Stephanus, dem dortigen Kirchenpatron, am 27. Februar 1993 von Ortspfarrer Ott geweiht wurde. Die Firma Perner in Passau hatte sie gegossen. Zugleich erfuhren auch der Glockenstuhl sowie das Dach und der Dachstuhl eine Erneuerung.

### Die Orgel

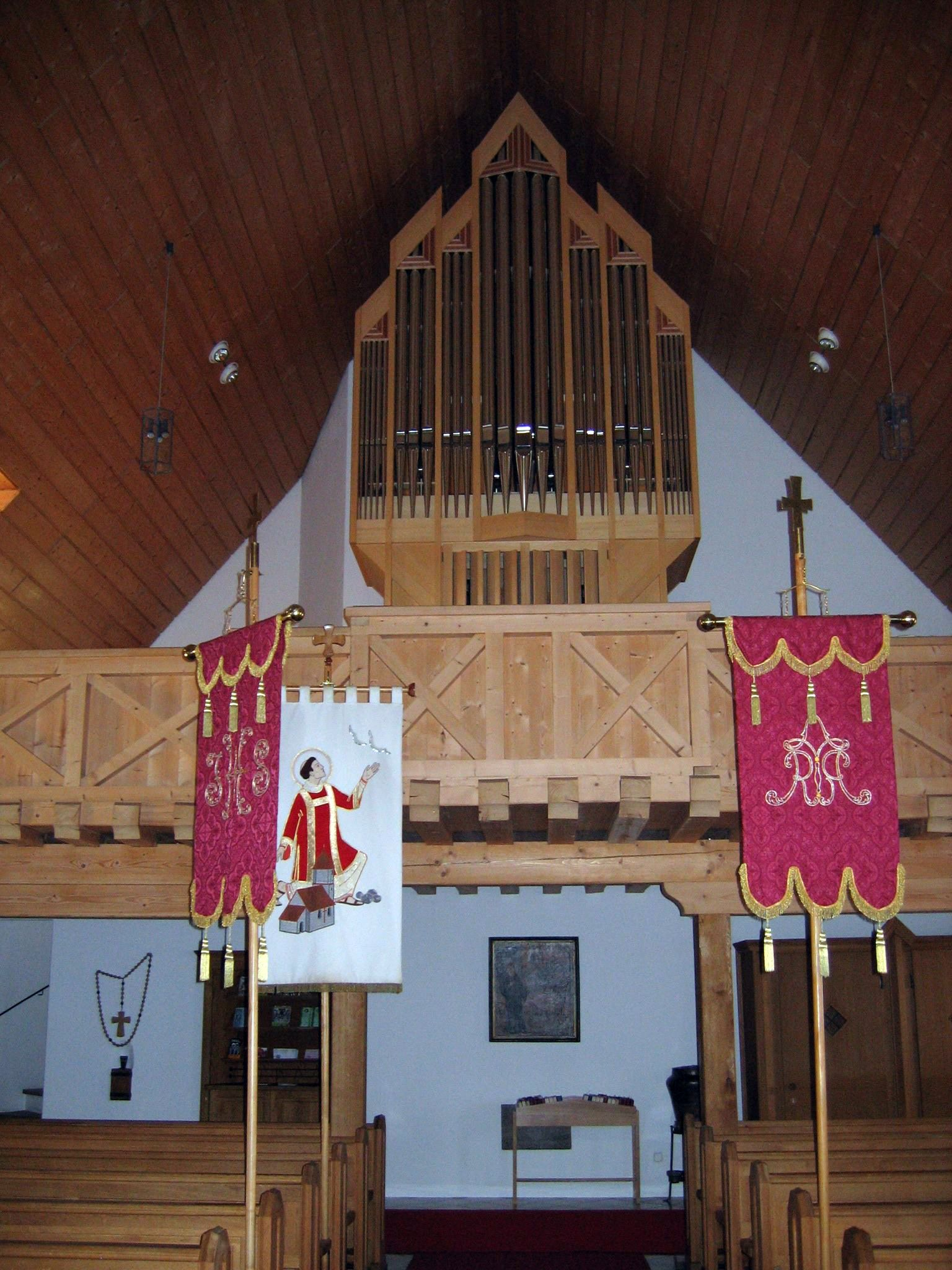
Die neue Orgel

Dreißig Jahre mussten die Sehensander auf ihre Orgel warten. 2004 ging endlich ein lang gehegter Wunsch in Erfüllung. Eine Orgel im Werte von 150.000 Euro ist die Errungenschaft, die am 9. Mai durch Stadtpfarrer Vitus Wengert aus Neuburg feierlich geweiht wurde. Die „Königin der Musik“ fertigte Orgelbaumeister Franz Schreier aus Thierhaupten.
Der Spieltisch ist in Ahorn- und Kirschbaumholz ausgeführt, Spiel- und Registertraktur sind rein mechanisch angelegt. Die Orgel zählt 14 Register mit 844 Pfeifen, davon sind 54 aus Holz. Die Subbaspfeife ist mit 2,60 Meter die längste und zugleich die tiefste. Die kleinste Pfeife misst gerade zehn Millimeter.

## Friedhof

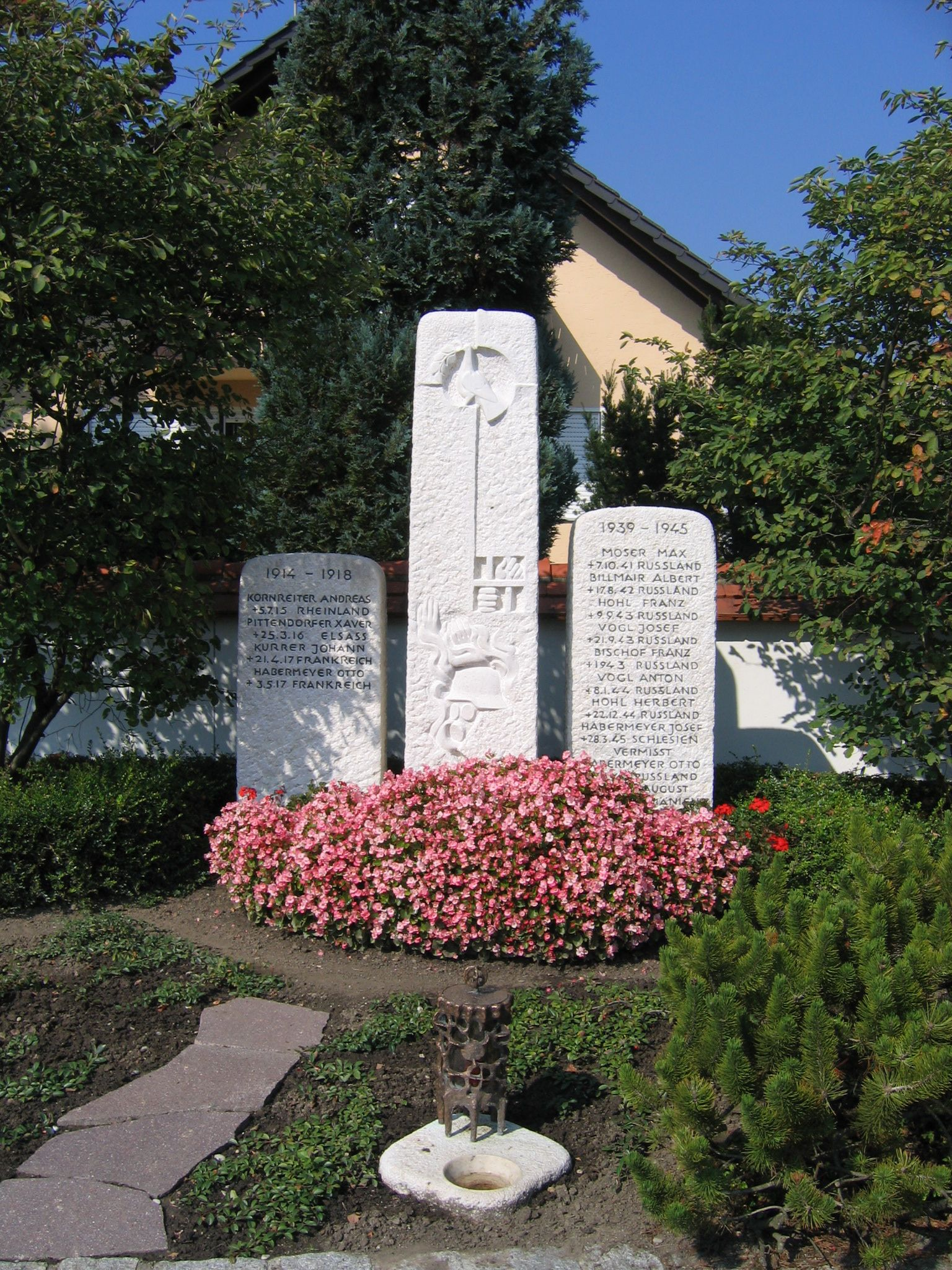
Das neue Kriegerdenkmal

Ein schmucker Friedhof ist der Vorraum zum Eingang der Kirche. Auch er musste umgestaltet werden, damit genügend Platz für ein neues Gotteshaus bereitgestellt werden konnte. Ein Grundstück wurde für einen Kaufpreis von 70.000 DM im Jahre 1979 angekauft. Das Leichenhaus musste weichen und wurde 1982 abgebrochen. Die alte Kirche dient nun als Aufbahrungsort.
Am 3. November 1984 wieder eine markante Station. Der Friedhof bekam ein neues Kriegerdenkmal, das von Bildhauer Karlheinz Torge, Ried bei Schrobenhausen, gefertigt wurde. An diesem Tag übernahm der Ortsgeistliche, Pfarrer Ott, die Weihe des Denkmals und des erweiterten Gottesackers.

## Der Steinbruch
Einst hatten die Sehensander Steinbrüche einen guten Ruf. Schon im Jahre 1568 sind in einer bayerischen Landkarte Steinbrüche vermerkt, weshalb man auf die damalige Bedeutung schließen kann. Für den Schlossbau in Lauingen und für die Klosterbauten in Kaisheim wurden im 15. Jahrhundert die Steine von Sehensand geliefert. Beim Bau der Neuburger Hofkirche wurden in den Jahren um 1607 die Steine aus dem Sehensander Zitzelsberg (heute Krametsberg) geschlagen.
Bis um 1900 lassen sich die Spuren des Gesteinsabbaus verfolgen. Die „Enzian-Schützen“ packten die einmalige Gelegenheit beim Schopfe und kauften den ehemaligen Steinbruch.
Am 9. August 1980 haben die Schützen zum ersten Mal unter ihrer Regie zum Bergfest im ehemaligen Steinbruch eingeladen. Die Resonanz war so gut, dass man hier immer wieder gerne feiert.

## Auf den Spuren des Wassers

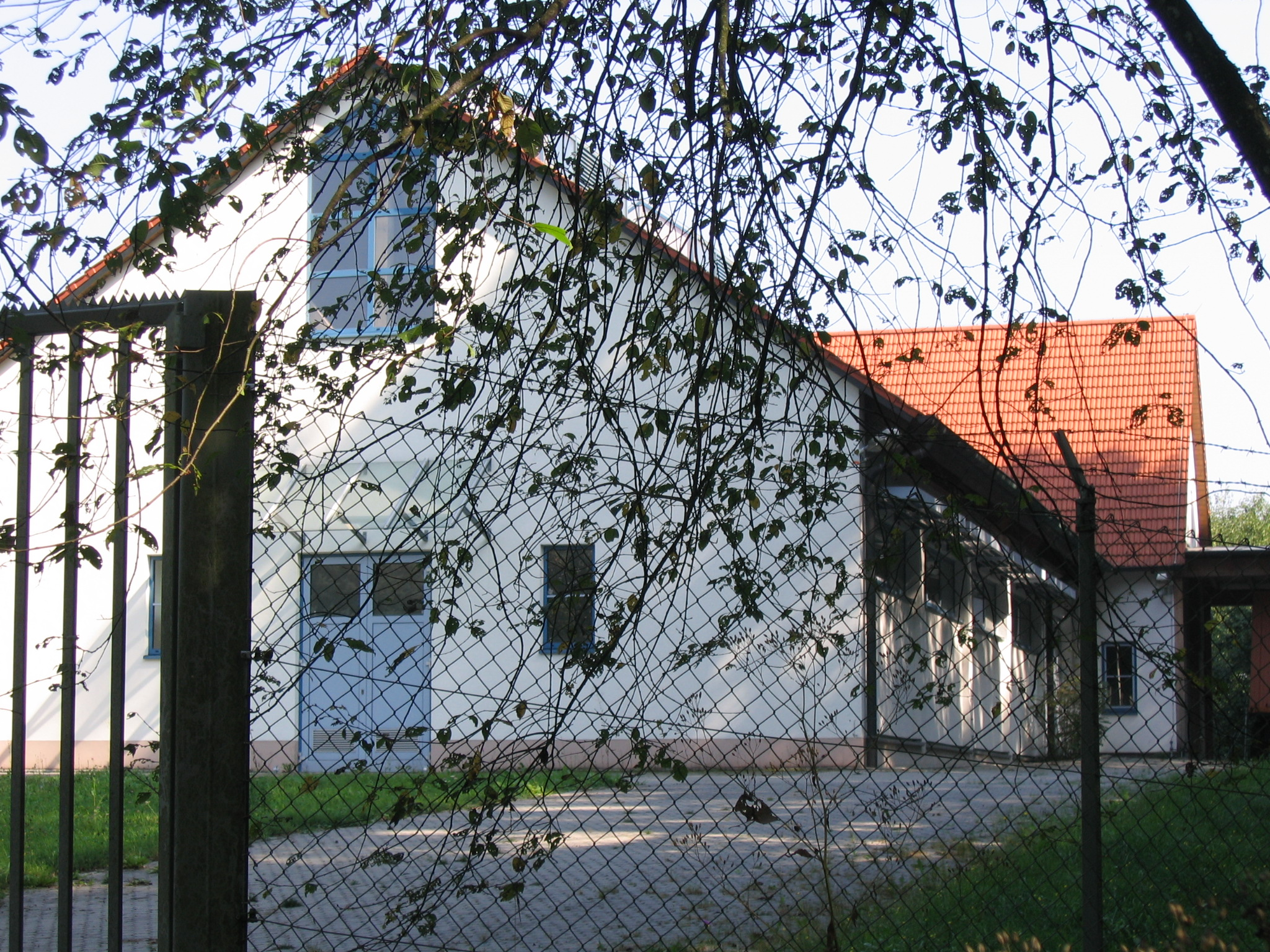
Das Gebäude des Wasserwerks am Sehensander Forst

Die verborgenen Schätze von Sehensand liegen großteils in der Erde. Das derzeit wichtigste Produkt, das Wasser, kommt für Neuburg aus der Sehensander Flur.
Die Große Kreisstadt Neuburg benötigte neue Wasserquellen. 1977 wurden deshalb unter der Leitung des staatlichen Wasserwirtschaftsamtes erstmals im Sehensander Forst Probebohrungen durchgeführt und in einer Tiefe von 220 Meter konnte eine starke Wasserader entdeckt werden. Die Stadt Neuburg errichtete daraufhin 1980/81 zwei Tiefbrunnen. Doch das Ergebnis war enttäuschend. Die Arbeiten wurden abgebrochen.
Weitere Experten wurden jetzt hinzugezogen. Dass Ingenieur-Büro IGI Niedermeyer aus Westheim führte nun 1983 zahlreiche Untersuchungen im Sehensander Forst durch. Moderne „Rutengänger“ wurden eingesetzt und Luftbildauswertungen durchgeführt. Doch so groß wie die Freude war, so enttäuschend waren die Ergebnisse. Die Wasserbohrungen waren eine Geduldsprobe. Erst 1985 gab es wieder einen positiven Wasserfund. Menge und Qualität des Wassers stimmten diesmal.
Doch dies war nur der Anfang. Jetzt mussten verschiedene baurechtliche Genehmigungen eingeholt werden, und dies beanspruchte wiederum seine Zeit. Erst 1989 konnte die Vorplanung für das neue Wasserwerk anlaufen, 1990 wurde das Wasserrechtsverfahren in die Wege geleitet und am 28. Oktober 1993 das Werk mit einer offiziellen Einweihungsfeier in Betrieb genommen.
Heute sprudeln pro Sekunde 80 Liter Wasser aus einer Tiefe von 220 Meter. Bei einem Regelbetrieb mit zwei Tiefbrunnen werden in der Stunde 576 Kubikmeter gefördert und durch eine Druckleitung in den Hochbehälter an der Donauwörther Straße gepumpt. So ist Sehensand zu einer wichtigen Wasserader für die Große Kreisstadt Neuburg geworden.

## Das Maibaum-Brauchtum

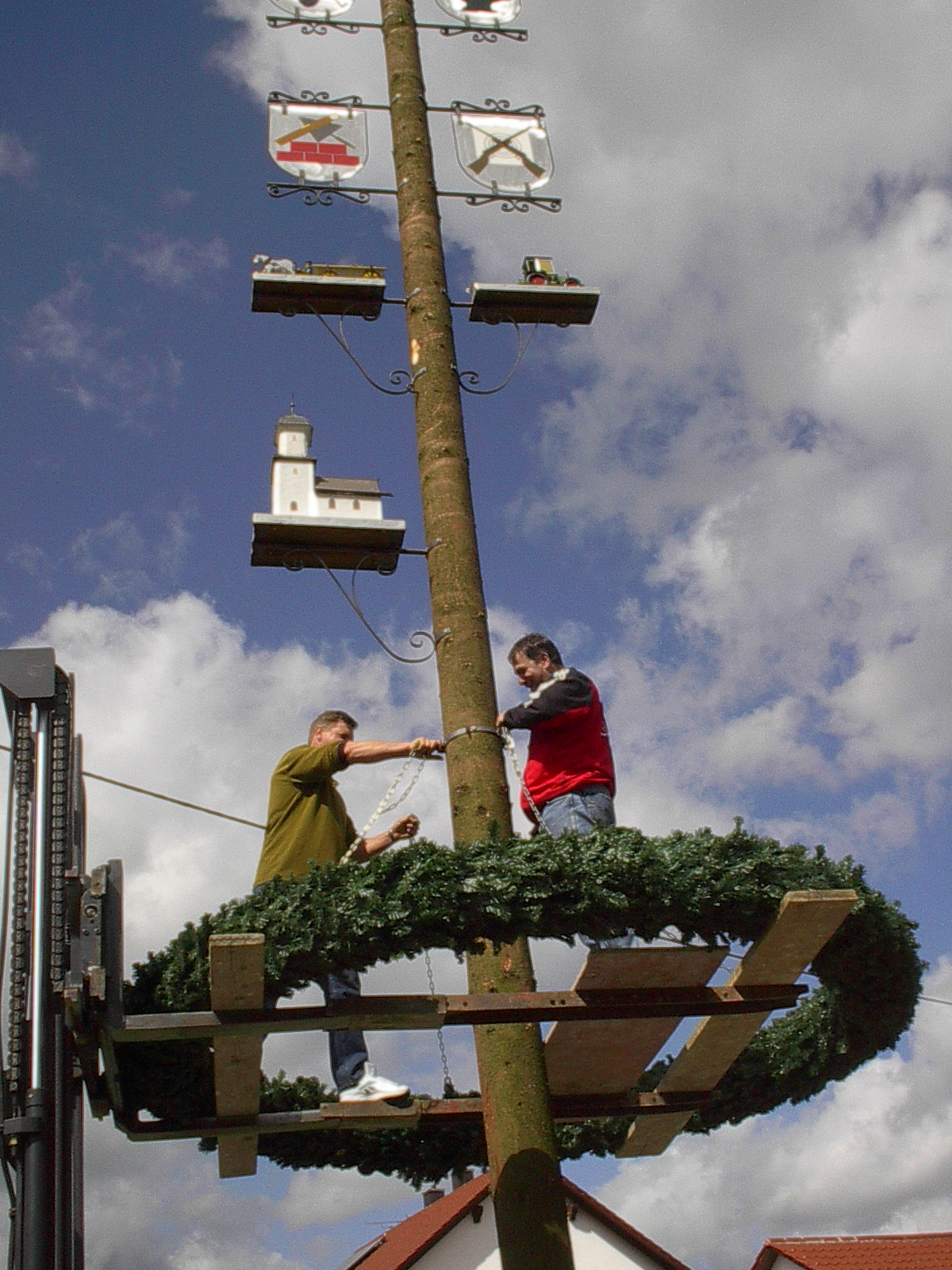
Die letzten Arbeiten am Maibaum

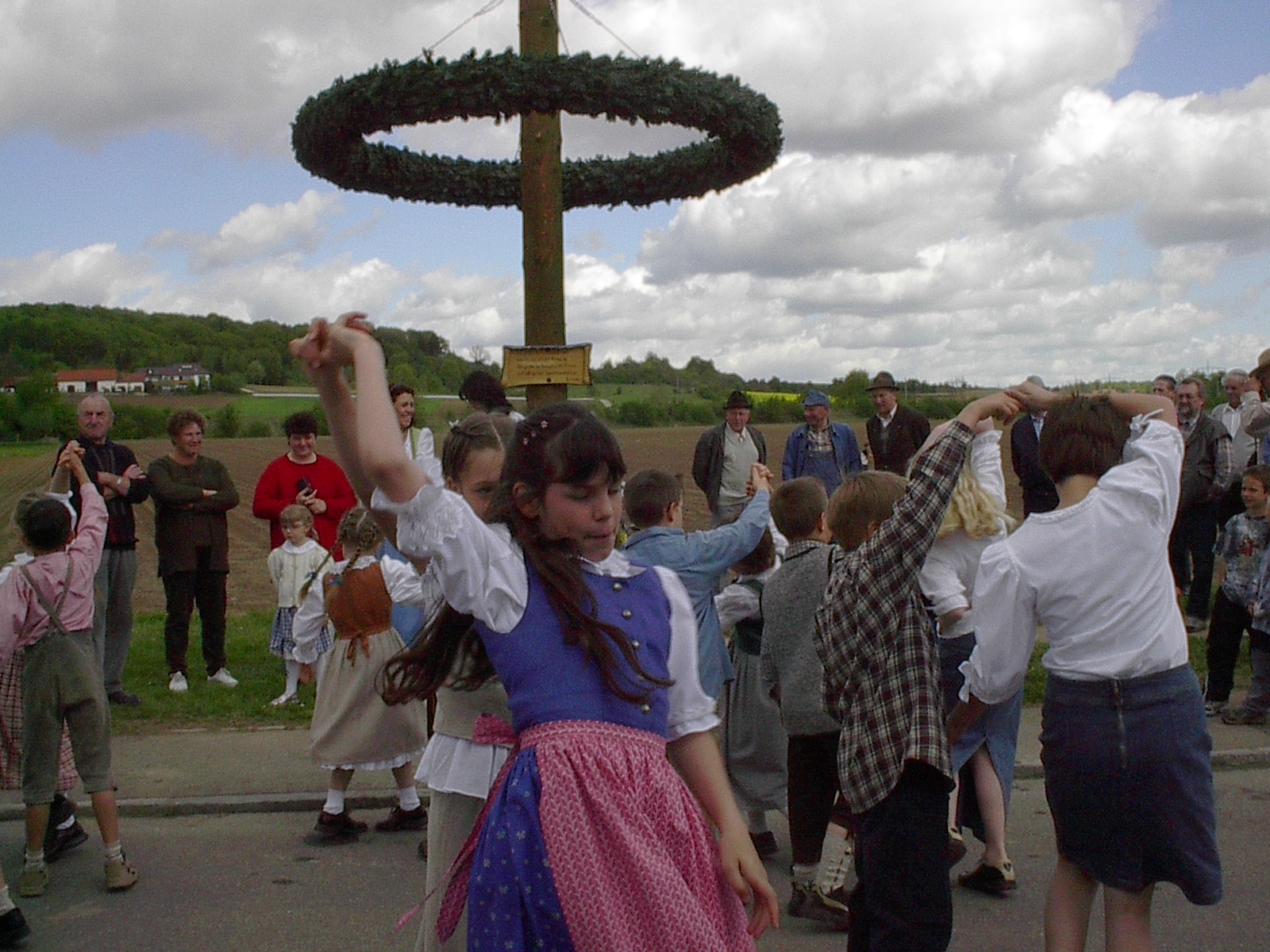
Bandltanz der Kinder um den Maibaum

Wenn es um die uralte Gepflogenheit des Maibaumes geht, dann muss man Sehensand zu den Neueinsteigern gruppieren. Zwar wurde hier 1937 erstmals ein Maibaum in die Höhe geschoben, dann kam die große Pause. Erst 1993 ist dieser Brauch wieder in den Mittelpunkt gerückt worden.
Ein Fichtenstamm mit seinen 28 Metern bekam einen festlichen Schmuck. Er wurde mit Taferln und Kränzen geziert, feierlich unter Begleitung der Sehensander Musikanten zum künftigen Standplatz transportiert, sowie in die Höhe geschoben. Alles wurde mobil gemacht, die Kleinen bereicherten die „Maifeier“ mit einem Bandltanz und gefeiert wurde bis in den frühen Morgenstunden.
Die Maibaum-Freunde Neuburg-Schrobenhausen mit Lechgebiet e. V. prämierten den Maibaum. Und es war kaum zu glauben, auf Anhieb wurde in puncto Schönheit innerhalb des Landkreises der zweite Platz erreicht.
Doch nicht so gut gesinnt waren die Naturgewalten diesem Maibaumholz. Kaum vier Wochen ist er gestanden, als der Sturm den Baum fünf Meter unter der Spitze knickte, sie musste daraufhin abgenommen werden.
Das Maibaumbrauchtum wurde trotz alledem gut angenommen. Im zweijährlichen Rhythmus wird ein Stamm nun immer wieder in die Senkrechte gerückt und dazu gefeiert.